# 乌姆雷德
乌姆雷德（Umred），是印度马哈拉施特拉邦那格浦尔县的一个城镇。总人口49573（2001年）。

## 人口
该地2001年总人口49573人，其中男性25448人，女性24125人；0—6岁人口6085人，其中男3226人，女2859人；识字率74.53%，其中男性为80.87%，女性为67.85%。